# Camperol lleonat
El camperol lleonat (Cincloramphus timoriensis) és una espècie d'ocell de la família dels locustèl·lids (Locustellidae). Es troba al nord i est d'Austràlia, sud de Papua Nova Guinea, algunes illes d'Indonèsia, Timor Oriental i les Filipines.. Els seus hàbitats principals són els herbassars tropicals i subtropicals temporalment humids o inundables i les zones humides.. El seu estat de conservació es considera de risc mínim.